# Amalia Wilhelmina Königsmarck
La condesa Amalia "Emilie" Wilhelmina Lewenhaupt, nacida Königsmarck, (Stade, 20 de agosto de 1663–Övedskloster, 30 de enero de 1740) fue una noble sueca de ascendencia alemana, conocida por su faceta como pintora, actriz y poeta.

## Trayectoria
Hija de la condesa Maria Christina von Wrangel-Lindeberg (1638–1691) y del conde y oficial militar Kurt Christoph von Königsmarck (1634–1673), era hermana de Philip, Aurora y Karl Johann, y sobrina paterna de Otto Wilhelm von Königsmarck. Formó parte del círculo de nobles aficionados al arte en la corte real sueca y, junto a su hermana, fue alumna del artista alemán David Klöcker Ehrenstrahl. Entre sus obras conocidas se incluyen un autorretrato de 1688, un retrato de su hermana Aurora, un retrato de la noble Katarina Ebba Horn (1698) y otro de Sofía Dorotea de Hannover.

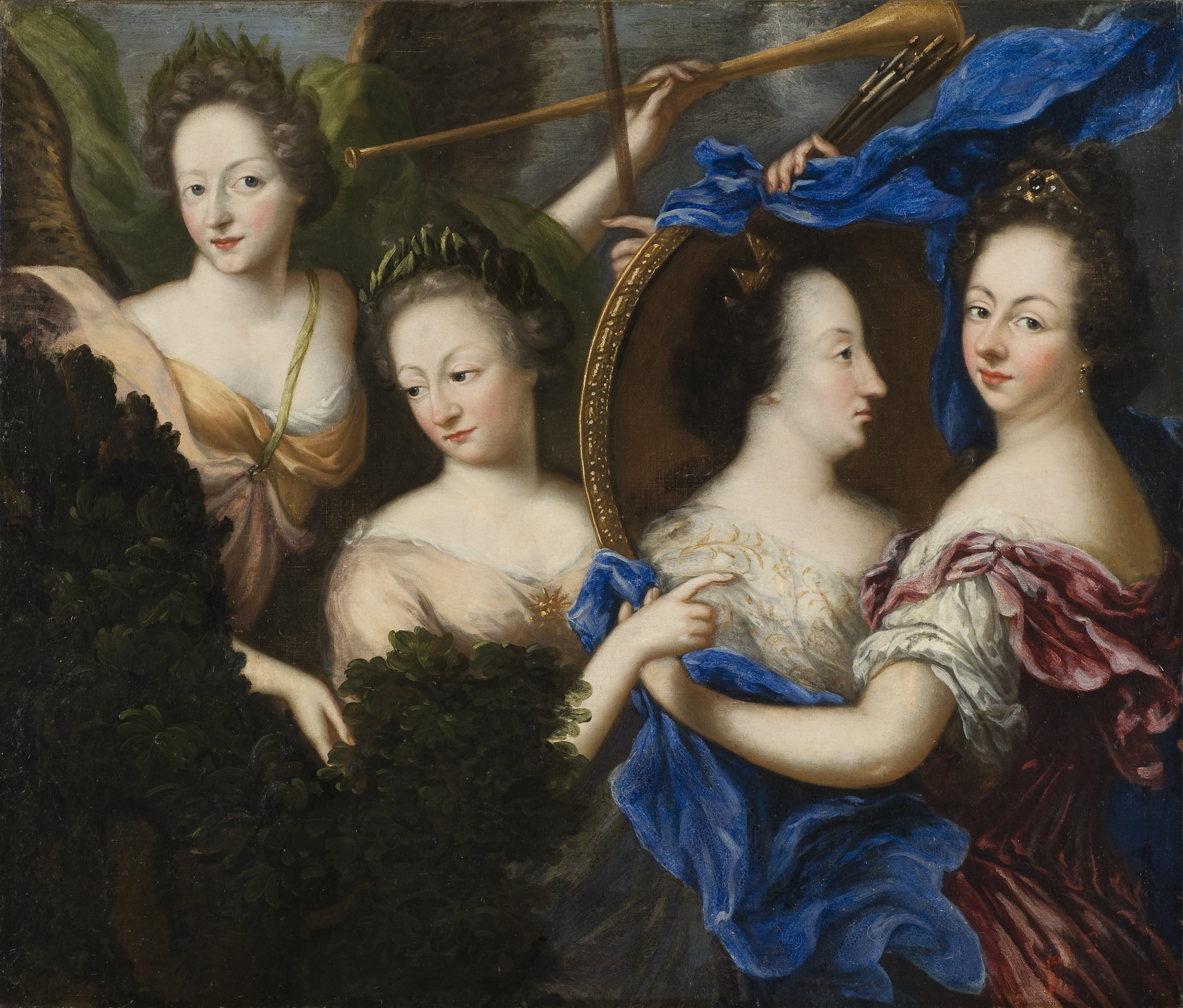
Alegoría con autorretrato y retrato de perfil de Ulrica Leonor de Dinamarca atribuido a Amalia von Königsmarck

La reina Ulrica Leonor de Dinamarca la animó a participar en el teatro amateur de la corte. Durante el invierno de 1683-1684, un grupo de damas de la corte representó en palacio la primera versión en Suecia de Ifigenia, de Jean Racine. En esta producción, Johanna Eleonora De la Gardie interpretó el papel de Ifigenia, Amalia Königsmarck el de Aquiles, Aurora Königsmarck el de Clitemnestra, Augusta Wrangel el de Agamenón y Ebba Maria De la Gardie el de Erifile. Este evento tuvo gran relevancia, ya que fue la primera obra teatral representada por un elenco exclusivamente femenino en Suecia y marcó la introducción del clasicismo francés en el país. Königsmarck también escribió poesía y su obras fueron publicadas por Hanselli en el siglo XIX.
El 5 de enero de 1689, Amalia Königsmarck contrajo matrimonio con el conde Carl Gustaf Lewenhaupt (1662–1703) en una ceremonia a la que asistió la familia real. A lo largo de su vida, tuvo diez hijos, aunque solo tres alcanzaron la edad adulta. Entre sus hijos se encontraban Charles Emil Lewenhaupt (1691–1743), gemelo de Ulrika Augusta; Ulrika Augusta Lewenhaupt (1691–1719), quien contrajo matrimonio con Staël von Holstein; y Fredrik Königsmarck Lewenhaupt (1696–1770), que desarrolló una carrera militar. Varios de sus hijos fallecieron en la infancia, como Emilia Aurora (1690–antes de 1699), August Kasimir (1697–fecha desconocida), Amalia Aurora (1700) y Herminus Gustaf (1701–1702). Además, tuvo otros tres hijos que nacieron muertos o murieron poco después de nacer. A lo largo de su vida, sufrió también tres abortos espontáneos, en los años 1693, 1694 y 1702.
En 1695, su esposo ingresó al servicio de Augusto II de Polonia, que en ese momento mantenía una relación con su hermana Aurora. Como consecuencia, en 1703, durante la Gran Guerra del Norte, Carlos XII de Suecia lo condenó en ausencia a la confiscación de sus bienes y a la pena de muerte. Ese mismo año, falleció en el exilio en Hamburgo, Alemania.
Amalia Königsmarck regresó a Suecia en 1722 y, en su retorno, estuvo acompañada por la adivina Höffern. Falleció en 1740 en Övedskloster, a los 76 años. Tres años después, su hijo mayor, Charles Emil, fue condenado a muerte y ejecutado por traición en 1743.